# Wilhelm Wehrhahn
Wilhelm Wehrhahn (1857 - 1926) fue un briólogo, dasónomo, y botánico alemán.

## Algunas obras
- 1902. Naturformen der Buche (Naturaleza de la madera de haya). En: Möller′s Deutsche Gärtner-Zeitung 48: 579–584

## Eponimia
- (Saxifragaceae) Saxifraga × wehrhahnii Horný, Soják & Webr[1]